# 1535 w literaturze
Wydarzenia literackie w 1535 roku.

## Nowe książki
- polskie
  - Marcin Bielski – Żywoty filozofów
  - Andrzej Glaber – Problemata Aristotelis (Gadki … o składności człowieczych członków)